# National Geographic Society

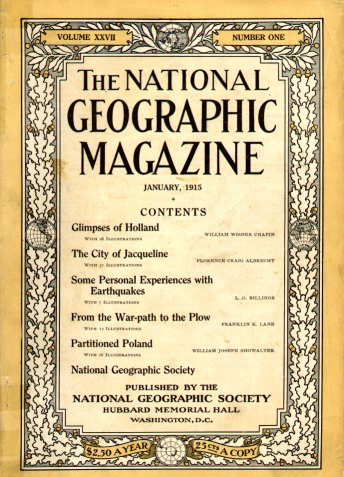
1915. januári National Geographic Magazin címlapja

A National Geographic Society (röviden: NGS) nevű egyesült államokbeli intézmény a világ egyik legnagyobb nonprofit tudományos és oktatási alapítványa. Tevékenysége kiterjed a földrajztudomány, az archeológia tudományaira, és a természettudományokra. A társaság természeti és történelmi értékek megóvásával is foglalkozik, kulturális tevékenységet is folytat. A szervezet jelképpé vált logója egy sárga téglalap, mely a társaság által kiadott magazin címlapját is szegélyezi.

## Áttekintés
A National Geographic Society küldetése „A földrajzi ismeretek bővítése és terjesztése a világ kulturális és természeti értékeinek megőrzésével.” Ifjabb John M. Fahey szerint a társaság feladata arra késztetni az embereket, hogy törődjenek bolygójukkal. A szervezetet egy 23 fős csoport vezeti, mely a legkiválóbb oktatókból, vállalkozókból, politikusokból és természetvédőkből áll. A NGS számos tudományos kutatást, expedíciót támogat. Egy folyóiratot is kiad National Geographic Magazine néven. A havilap számos országban, köztük Magyarországon is megjelenik. A Society más magazinokat, könyveket, tankönyveket, térképeket, filmeket, ajándéktárgyakat és más termékeket is kiad többféle nyelven, különböző országokban. Egy oktatási alapot is működtet, mely iskolákat, szervezeteket és magánszemélyeket támogat, a világ földrajzi ismereteinek bővítése érdekében.
A Kutatás és felfedezés bizottság a társaság történetének nagy részében támogatja a tudományos kutatásokat és nemrég volt a 9000. támogatás tudományos kutatásra a világon. A kutatások gyakran szerepelnek a médiájában, melyek a világon 360 millió emberhez jutnak el havonta.. A National Geographic egy múzeumot ingyen fenntart a közösségnek a washingtoni székhelyén és szponzorált népszerű utazó kiállításokat, például a "King Tut"-ot, amely bemutatta a műalkotásokat a fiatal egyiptomi fáraó sírjában, ami több amerikai városban is látható volt. Ez a kiállítás jelenleg Atlantában látható. Egy másik National Geographic kiállítás a "The Cultural Treasures of Afghanistan" (Afganisztán kulturális kincsei), amely 2008 májusában nyílt meg a washingtoni National Gallery f Art-ban. A kiállítás a következő 18 hónapban látható lesz Houston Museum of Fine Arts-ban (Houston-i Képzőművészeti Múzeum), az Asian Art Museumban (Ázsiai Művészetek Múzeuma), San Franciscoban, és a Metropolitan Museumban (Városi Múzeum) New York városban.

## Fordítás
Ez a szócikk részben vagy egészben  a   National Geographic Society című angol Wikipédia-szócikk fordításán alapul.  Az eredeti cikk szerkesztőit annak laptörténete sorolja fel. Ez a jelzés csupán a megfogalmazás eredetét és a szerzői jogokat jelzi, nem szolgál a cikkben szereplő információk forrásmegjelöléseként.